# Кахексія
Кахексія (лат. cachexia, від дав.-гр. κακός — поганий та дав.-гр. ἕξις — стан; також синдром виснаження, загальна атрофія) — клінічний синдром, стан, що супроводжується великою втратою маси тіла через зникнення жирової клітковини, атрофію м'язів. Виникає при голодуванні, недостатній калорійності їжі, а також при різних захворюваннях із порушенням проходження їжі (звуження стравоходу), травлення та всмоктування (ентерити). Кахексія нерідко супроводжує злоякісні пухлини різної локалізації, тривалу серцеву недостатність, хронічні нагнійні процеси, деякі нейроендокринні розлади. Досить рідко кахексія може мати психогенне походження як наслідок анорексії.
Розрізняють за причинами виникнення кахексію аліментарну (при голодуванні), променеву, марантичну, пухлинну, плюригландулярну, супраренальну, струміпривну, гіпофизарну, нервово-психічну.

## Клінічні ознаки
Клінічні прояви при кахексії різного походження можуть бути пов'язані із характером основного захворювання. Одночасно найчастіше є слабкість, сонливість, при аліментарній кахексії — постійне відчуття голоду та спраги. При обстеженні відмічають різке виснаження, блідість шкіри, іноді набряки, пов'язані із гіпопротеїнемією.
Перебіг та прогноз кахексії залежить від характеру захворювання, що її викликало. Розвиток кахексії при злоякісних пухлинах зазвичай свідчить про пізню стадію хвороби із несприятливим прогнозом для життя. При кахексії іншої етіології можливе покращення стану хворих при раціональній терапії основного захворювання.

## Лікування
Повноцінне харчування, деякий час ліжковий режим. При необхідності — переливання крові, плазми, глюкози. Харчування збільшують поступово, починають з легкозасвоюваних страв. При різній патології необхідна у першу чергу раціональна терапія основного захворювання.